# Nicky Walsh
Nicky Walsh es una deportista británica que compitió en vela en la modalidad de match race. Ganó una medalla de oro en el Campeonato Mundial de Match Race Femenino de 2018.

## Palmarés internacional
| Campeonato Mundial | Campeonato Mundial    | Campeonato Mundial | Campeonato Mundial |
| Año                | Lugar                 | Medalla            | Clase              |
| ------------------ | --------------------- | ------------------ | ------------------ |
| 2018               | Ekaterimburgo (Rusia) | Medalla de oro     | Match race         |